# Stojkowo
Stojkowo – wieś sołecka w Polsce położona w województwie zachodniopomorskim, w powiecie kołobrzeskim, w gminie Dygowo.
Według danych z 1 stycznia 2011 r. wieś miała 215 mieszkańców.